# Ligosullo
Ligosullo là một đô thị ở tỉnh Udine trong vùng Friuli-Venezia Giulia thuộc Ý, có cự ly khoảng 110 km về phía tây bắc của Trieste và khoảng 50 km về phia bắc của Udine. Tại thời điểm ngày 31 tháng 12 năm 2004, đô thị này có dân số 201 người và diện tích là 16,8 km².
Ligosullo giáp các đô thị: Paluzza, Paularo, Treppo Carnico.